# Gai Visel·li Var Aculeu
Gai Visel·li Var Aculeu (en llatí Caius Visellius Varus Aculeius) va ser un cavaller romà que es va casar amb la germana d'Hèlvia, mare de Ciceró.
Va ser el més gran expert del seu temps en dret romà, i tenia un gran enginy, però no es va distingir en altres qüestions. Va ser amic de Luci Licini Cras, que segurament era el millor orador romà de la seva època, i va ser defensat per ell en una ocasió. El fill d'Aculeu va ser Gai Visel·li Varró. Al no portar el sobrenom d'Aculeu, sembla que aquest només era un cognom donat al pare per la seva agudesa (Aculeu significa fibló, punxa), i no pas un nom familiar.